# Ососкова
Осо́скова (рос. Ососкова) — присілок у складі Талицького міського округу Свердловської області.
Населення — 58 осіб (2010, 61 у 2002).
Національний склад станом на 2002 рік: росіяни — 93 %.